# Limia perugiae
Limia perugiae es un pez de la familia de los pecílidos en el orden de los ciprinodontiformes.

## Morfología
Los machos pueden alcanzar los 10 cm de longitud total.

## Distribución geográfica
Se encuentran en la República Dominicana.